# Białogard Wąskotorowy
Białogard Wąskotorowy – nieczynna stacja kolei wąskotorowej (Białogardzka Kolej Dojazdowa) w Białogardzie, w województwie zachodniopomorskim, w Polsce.